# Crkva sv. Mirka u Cvetkoviću
Crkva sv. Mirka (Emerika) je crkva u naselju Cvetković koje je u sastavu grada Jastrebarsko, zaštićeno kulturno dobro.

## Opis dobra
Crkva sagrađena u duhu klasicizma 1831. godine je jednobrodna građevina pravokutnog tlocrta s užom zaobljenom apsidom i zvonikom na zapadnom pročelju. Svođena je češkim kapama, a apsida polukupolom. Uz zapadni zid nalazi se zidano pjevalište, dok je pod popločen kamenim pločama. Glavno pročelje oblikovano je jednostavnim elementima klasicističke sakralne arhitekture s istaknutim plitkim središnjim rizalitom nad kojim se izdiže zvonik. Zidni oslik geometrijskog ornamenta potječe iz 19.stoljeća. Inventar je iz 19.stoljeća, a ističe se oltar sv. Fabijana i Sebastijana sa slikom F.Quiquereza.

## Zaštita
Pod oznakom Z-1884 zavedena je kao nepokretno kulturno dobro - pojedinačno, pravna statusa zaštićena kulturnog dobra, klasificirano kao "sakralna graditeljska baština".